# 圣纳泽尔德佩藏
圣纳泽尔德佩藏（法語：Saint-Nazaire-de-Pézan，法語發音：[sɛ̃ nazɛʁ də pezɑ̃]）是法国埃罗省的一个市镇，位于该省东部，属于蒙彼利埃区。

## 地理
圣纳泽尔德佩藏（43°38'36"N, 4°7'8"E）面积5.66 平方千米，位于法国奧克西塔尼大區埃罗省，该省份为法国南部沿海省份，南濒地中海，西南接奥德省，西北接塔恩省和阿韦龙省，东北与加尔省接壤。
与圣纳泽尔德佩藏接壤的市镇（或旧市镇、城区）包括：朗萨格、吕内勒、马西亚格、圣瑞斯特。

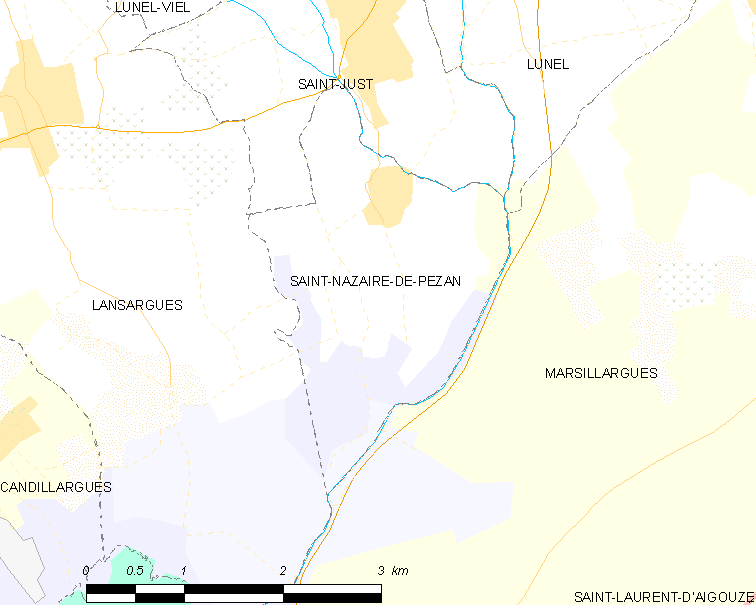
圣纳泽尔德佩藏的OSM定位图

圣纳泽尔德佩藏的时区为UTC+01:00、UTC+02:00（夏令时）。

## 行政
圣纳泽尔德佩藏的邮政编码为34400，INSEE市镇编码为34280。

## 政治
圣纳泽尔德佩藏所属的省级选区为吕内勒县。

## 人口

1962-2008年间圣纳泽尔德佩藏人口变化图示

圣纳泽尔德佩藏于2022年1月1日时的人口数量为620人。